# Shentangbao (sockenhuvudort i Kina, Shanxi Sheng, lat 39,12, long 113,92)
Shentangbao är en sockenhuvudort i Kina. Den ligger i provinsen Shanxi, i den norra delen av landet, omkring 180 kilometer nordost om provinshuvudstaden Taiyuan. Antalet invånare är 6 538. Befolkningen består av 3 106 kvinnor och 3 432 män. Barn under 15 år utgör 17,0 %, vuxna 15-64 år 71 %, och äldre över 65 år 11,0 %.
Runt Shentangbao är det ganska tätbefolkat, med 78 invånare per kvadratkilometer. Närmaste större samhälle är Hengjian, 17,6 km norr om Shentangbao. Trakten runt Shentangbao består i huvudsak av gräsmarker.
Genomsnittlig årsnederbörd är 671 millimeter. Den regnigaste månaden är juli, med i genomsnitt 170 mm nederbörd, och den torraste är januari, med 4 mm nederbörd.